# Martin Hojsík
Martin Hojsík (ur. 20 stycznia 1977 w Bratysławie) – słowacki polityk, działacz organizacji pozarządowych i ekologicznych, poseł do Parlamentu Europejskiego IX i X kadencji.

## Życiorys
W 2001 uzyskał magisterium z genetyki na Uniwersytecie Komeńskiego w Bratysławie. Związany z organizacjami pozarządowymi i z działalnością na rzecz ochrony środowiska. Prowadził kampanie społeczne organizacji ActionAid i Greenpeace. Był dyrektorem programowym i członkiem zarządu w FOUR PAWS International. Wszedł w skład prezydium Postępowej Słowacji. W 2019 z listy koalicji PS-SPOLU uzyskał mandat eurodeputowanego IX kadencji. W 2024 z powodzeniem ubiegał się o reelekcję w wyborach europejskich.